# Witte Raad
De Witte Raad (Engels: White Council) is een fictieve organisatie uit het epos In de ban van de ring van J.R.R. Tolkien.
De Witte Raad, of de Raad der Wijzen (Engels: Council of the Wise) werd gesticht aan het begin van de Derde Era, op initiatief van vrouwe Galadriel. In het legendarium van Tolkien bestaat deze Raad der Wijzen uit de Istari en de hoofden van de Eldar. Wie er precies zitting in hebben, is niet helemaal bekend. Tolkien heeft nimmer een lijst gegeven van de leden. In de Hobbit-verfilming van Peter Jackson bestaat de Witte Raad uit vier leden, namelijk de elfen Galadriel en Elrond en de istari Saruman en Gandalf.
Het hoofd van de Witte Raad was, echter tegen de wens van Galadriel, Saruman de Witte. De invloed van de Witte Raad was niet heel groot, al slaagde die er wel in om Sauron uit Dol Guldur te verdrijven, maar pas toen Saruman, die toen al gecorrumpeerd was door de Ene Ring, hem een bedreiging vond voor zijn eigen zoektocht. Na die vergadering is de Raad nooit meer samengekomen, en ontbonden na de vernietiging van Sauron.